# Christian Laettner
Christian Donald Laettner (* 17. August 1969 in Angola, New York) ist ein ehemaliger US-amerikanischer Basketballspieler. Er spielte auf der Position des Power Forwards in der National Basketball Association (NBA).

## Schule und NCAA
Laettner war bis 1988 Schüler an der Nichols School, einer privaten Highschool in Buffalo, New York. Für die Schulmannschaft erzielte er insgesamt 2006 Punkte und stellte damit eine Bestmarke auf.
Er besuchte bis 1992 die Duke University. 1991 und 1992 führte er seine College-Mannschaft, der der Deutsche Christian Ast und spätere NBA-Spieler wie Grant Hill und Bobby Hurley angehörten, zum Gewinn des NCAA-Meistertitels (NCAA Division I Basketball Championship). Hierbei erwarb er sich den Ruf, ein nervenstarker Spieler zu sein, als er jeweils 1990 gegen die University of Connecticut sowie 1992 gegen die University of Kentucky einen Ein-Punkte-Rückstand mit zwei Buzzer Beatern in zwei Siege umwandelte. Der Sieg gegen Kentucky war sehr glücklich, da Laettner nach einer frühen Tätlichkeit gegen Kentucky-Spieler Aminu Timberlake vom Platz gestellt hätte werden müssen. Anschließend verwandelte er sämtliche seiner zehn Feldwürfe sowie zehn Freiwürfe. Das Duke-Kentucky-Spiel gilt als eines der bedeutendsten Basketballspiele der NCAA-Geschichte. Er brachte es während seiner vier Jahre als Mitglied der Hochschulmannschaft auf 16,6 Punkte je Begegnung, in den Spieljahren 1990/91 (19,8/Spiel) und 1991/92 (21,5/Spiel) war er jeweils Dukes bester Korbschütze. Seine insgesamt 2460 Punkte waren zum Zeitpunkt seines Weggangs ebenso wie seine 1149 Rebounds der zweitbeste Wert in der Geschichte der Hochschulmannschaft. Laettner wurde der einzige Spieler, der in vier aufeinanderfolgenden Jahren bei einem Spiel des NCAA-Endturniers in der Anfangsaufstellung einer Mannschaft stand. 2007 wurde er in die Ruhmeshallen der NCAA sowie der Sportabteilung der Duke University aufgenommen.
Laettner wurde 1992 als bester Collegespieler in den USA ausgezeichnet. 1992 wurde Laettner als einziger Amateur neben Stars wie Michael Jordan, Magic Johnson oder Larry Bird in das Dream Team berufen – die US-Olympiamannschaft, die bei den Olympischen Spielen 1992 in Barcelona die Goldmedaille gewann. Laettner erzielte während des olympischen Turniers durchschnittlich 4,8 Punkte je Begegnung. Bereits 1990 hatte Laettner bei der Weltmeisterschaft in Argentinien für die damals noch vollständig aus Amateurspielern zusammengesetzte Nationalmannschaft der Vereinigten Staaten gespielt und dort die Bronzemedaille geholt.

## NBA
Die Minnesota Timberwolves wählten ihn 1992 beim NBA-Draftverfahren an dritter Stelle aus. Den großen Erwartungen, die durch seine erfolgreiche Zeit an der Duke University geweckt wurden, wurde Laettner als Profi nur teilweise gerecht. Laettner sagte 2019 von sich selbst, er habe als Spieler einen guten Trainer und ein starkes System gebraucht, um den größtmöglichen Erfolg zu haben. Das sei an der Duke University der Fall gewesen. Des Weiteren seien die Anforderungen und die Gegner in der NBA weitaus besser als in der NCAA.
Während seiner NBA-Karriere spielte er bei den Minnesota Timberwolves (1992–1996), bei den Atlanta Hawks (1996–1998), bei den Detroit Pistons (1998–2000), bei den Dallas Mavericks (2000/2001), bei den Washington Wizards (2001–2004) und bei den Miami Heat (2004–2005), wo er nach einer Saison im Alter von 35 Jahren seine Karriere beendete. Bei den Mavericks spielte er für kurze Zeit zusammen mit Dirk Nowitzki und bei den Washington Wizards an der Seite von Michael Jordan.
1993 wurde Laettner ins NBA All-Rookie First Team berufen. Er verbuchte in drei NBA-Spielzeiten je (Hauptrunden-)Begegnung 18 Punkte oder mehr: 1992/93 waren es 18,2/Spiel, 1995/96 erzielte er 18,0/Spiel (jeweils für Minnesota) und 1996/97 für die Atlanta Hawks 18,1/Spiel. In der Saison 96/97 wurde er auch zum einzigen Mal zum NBA All-Star Game eingeladen. Im Anschluss an das Spieljahr 96/97 erreichte bis zum Karriereende nicht mehr diese Leistungsstärke. Während seiner NBA-Karriere erzielte Laettner durchschnittlich 12,8 Punkte, 6,7 Rebounds und 2,6 Assists je Begegnung.

## Trainer
2012 war er Assistenzcoach bei den Fort Wayne Mad Ants in der NBA Development League.

## Sonstiges
Laettners Vater stammt aus Polen, auch seine in Toronto geborene Mutter war polnischer Abstammung. Dies war der Grund, weshalb Laettner für Duke spielen wollte, das vom polnischstämmigen Trainer Mike Krzyzewski trainiert wurde.
Laettner spendete seiner ehemaligen Highschool 2001 eine Million US-Dollar.